# Guillermo Durán
Guillermo Durán (ur. 6 czerwca 1988 w San Miguel de Tucumán) – argentyński tenisista, olimpijczyk z Rio de Janeiro (2016).

## Kariera tenisowa
Status profesjonalny Durán otrzymał w 2009 roku.
W rozgrywkach ATP Tour Brazylijczyk wygrał cztery turnieje w grze podwójnej z pięciu osiągniętych finałów.
W 2016 zagrał w konkurencji gry podwójnej na igrzyskach olimpijskich w Rio de Janeiro, odpadając w pierwszej rundzie.
Najwyżej w rankingu gry pojedynczej znajdował się na 385. pozycji (2 kwietnia 2012), a w rankingu gry podwójnej na 48. miejscu (23 maja 2016).

### Finały w turniejach ATP Tour
| Legenda                                      |
| -------------------------------------------- |
| Wielki Szlem                                 |
| Igrzyska olimpijskie                         |
| Tennis Masters Cup / ATP Finals              |
| ATP Masters Series / ATP Tour Masters 1000   |
| ATP International Series Gold / ATP Tour 500 |
| ATP International Series / ATP Tour 250      |

#### Gra podwójna (4–1)
| Końcowy wynik | Nr | Data            | Turniej      | Nawierzchnia | Partner              | Przeciwnicy                               | Wynik finału      |
| ------------- | -- | --------------- | ------------ | ------------ | -------------------- | ----------------------------------------- | ----------------- |
| Zwycięzca     | 1. | 6 lutego 2016   | Quito        | Ceglana      | Pablo Carreño-Busta  | Thomaz Bellucci Marcelo Demoliner         | 7:5, 6:4          |
| Zwycięzca     | 2. | 9 kwietnia 2016 | Marrakesz    | Ceglana      | Máximo González      | Marin Draganja Aisam-ul-Haq Qureshi       | 6:2, 3:6, 10–6    |
| Zwycięzca     | 3. | 23 lipca 2017   | Umag         | Ceglana      | Andrés Molteni       | Marin Draganja Tomislav Draganja          | 6:3, 6:7(4), 10–6 |
| Zwycięzca     | 4. | 5 sierpnia 2017 | Kitzbühel    | Ceglana      | Pablo Cuevas         | Hans Podlipnik-Castillo Andrej Wasileuski | 6:4, 4:6, 12–10   |
| Finalista     | 1. | 16 lutego 2020  | Buenos Aires | Ceglana      | Juan Ignacio Londero | Marcel Granollers Horacio Zeballos        | 4:6, 7:5, 16–18   |